# Osamu Miura
Osamu Miura (født 24. juni 1989) er en japansk fodboldspiller.
Han har spillet for flere forskellige klubber i sin karriere, herunder Gainare Tottori.